# Owings Mills (métro de Baltimore)
Owings Mills est une station de métro américaine terminus nord-ouest de l'unique ligne, d'Owings Mills à Johns Hopkins Hospital, du métro de Baltimore. Elle est située, 5018 Painters Mill Road, à Owings Mills, une localité du comté de Baltimore, dans le Maryland. 
Ouverte en 1987, elle est exploitée, comme l'ensemble du métro, par la compagnie Maryland Transit Administration (MTA Maryland).

## Situation sur le réseau

Plan de la ligne unique du métro.

Établie en surface, Owings Mills est la station terminus nord-ouest de la Metro SubwayLink du métro de Baltimore. Elle est située avant la station Old Court, en direction du terminus sud-est Johns Hopkins Hospital.

## Histoire
La station terminus  Owings Mills est mise en service le 20 juillet 1987, lors de l'ouverture à l'exploitation du prolongement de 9,8 km depuis l'ancienne station terminus  Reisterstown Plaza.